# Oberhautzental
Oberhautzental ist eine Ortschaft der Marktgemeinde Sierndorf im Bezirk Korneuburg in Niederösterreich.

## Geografie
Das Grabendorf am Parschenbrunner Bach befindet sich nordwestlich von Stockerau.

## Geschichte
Im Jahr 1893 war ein Ortsbrand.

## Kultur und Sehenswürdigkeiten
- Katholische Wallfahrtskirche Oberhautzental Mariä Himmelfahrt: Konrad ein herzoglicher Hofmeister ist 1333 der Gründer der Pfarre Oberhautzental. Unter dem Hochaltar befindet sich eine Gruft der Grafen Hardegg. Die Gruft wurde in den dreißiger Jahren einmal geöffnet, ist heute jedoch nicht zugänglich. Zur Pfarre Oberhautzental zählen die Nachbarortschaften Unterhautzental und Unterparschenbrunn.
- Hubertuskapelle

## Wirtschaft und Infrastruktur
Das Gebiet Oberhautzental besteht aus 9 ha Weingärten, 5,8 ha Wald, 20 ha Straße (?) und 1,3 ha Gewässer.
- Biogasanlage Oberhautzental: Baubeginn war Mai 2004 und Eröffnung 8. Juli 2005. Die Anlage produziert Biogas von Pflanzensilage in zwei Behältern mit je 36 m Durchmesser und 6 m Tiefe. Dieses wird in einem Motor verbrannt und dadurch ein Generator angetrieben. Die Biogasanlage liefert 500 kWh.
- OH Gülletechnik
- Druckerei: derFotoshopper

## Persönlichkeiten
- Franz Wipplinger (1760–1812), Maurer, Baumeister und Architekt